# Dresden
För andra betydelser, se Dresden (olika betydelser).

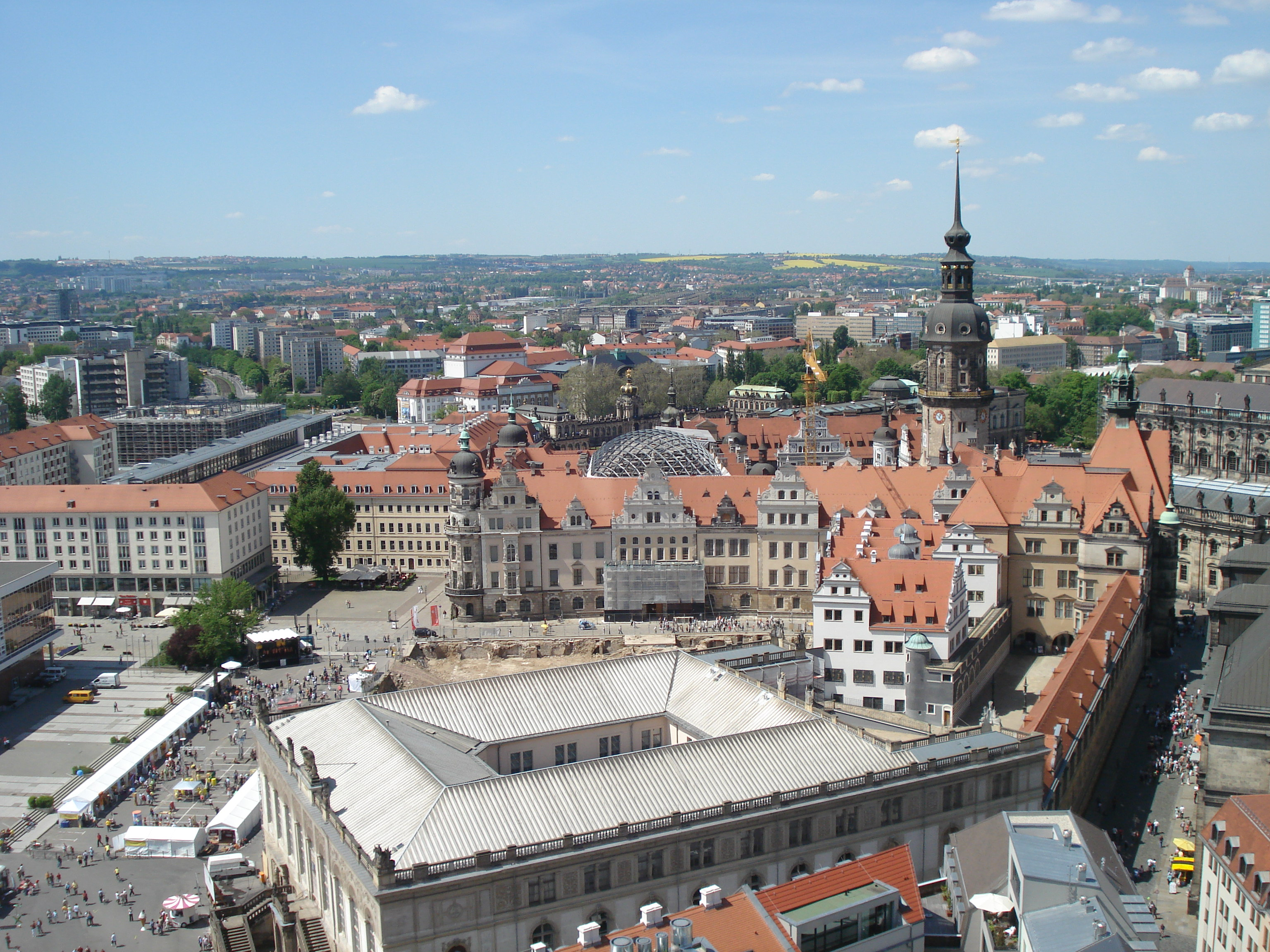
Centrala Dresden (2008)

Dresden (högsorbiska: Drježdźany) är en storstad i sydöstra delen av Tyskland och förbundslandet Sachsens huvudstad. Staden är med sina 563 311 invånare (31 december 2022) näst största stad i Sachsen och den tolfte största i Tyskland. Dresden är Sachsens politiska centrum med förbundslandsregering och förbundslandsparlament. I staden återfinns också flera statliga institutioner. Dresden är centrum för en av Sachsens sex regioner och ett viktigt näringslivscentrum i Sachsen. 
Dresden omnämns i bevarade skrifter från 1206 och utvecklades till ett kungligt residens. Staden är internationellt känd för sin gamla stad med Frauenkirche, Semperoper och Hofkirche tillsammans med Zwinger och Residenzschloss.

## Geografi

### Läge
Dresden ligger på båda sidorna av floden Elbe, till större delen i Dresden-Elbes floddal. Söderut ligger de östra delarna av bergskedjan Erzgebirge, norrut landskapet Lausitz och österut Elbsandsteingebirge på en höjd av cirka 113 meter. Den högsta punkten i Dresden ligger cirka 384 meter över havet.
Med sitt vackra läge och milda klimat vid Elbes stränder, sin barockarkitektur och sina museer och konstsamlingar kallas Dresden ofta för "Elbflorenz" (Florens vid Elbe).

### Omgivningar
De närmaste tyska städerna är Chemnitz (8 mil sydväst), Leipzig (10 mil nordväst) och Berlin (20 mil norrut). Den tjeckiska huvudstaden Prag ligger cirka 15 mil söderut och den polska staden Wrocław cirka 20 mil österut. Dresdenregionen, som inrymmer de närliggande distrikten Kamenz, Meissen, Riesa-Großenhain, Sächsische Schweiz, Weißeritzkreis och delar av distriktet Bautzen, har en befolkning på cirka 1,25 miljoner invånare.

### Natur
Dresden anses vara en av Europas grönaste städer, med skog och grönområden på 63 procent av ytan. Dresdner Heide nordöst om staden är en skog om 50 km². Det finns fyra naturreservat, och dessutom naturskyddsområden på cirka 18 km². De skyddade parkerna, trädgårdarna, parkvägarna och gamla kyrkogårdarna i staden inrymmer 110 naturminnen. Elbes dalgång i Dresden är ett före detta världsarv. En del av detta område är Elbes ängar, som går 20 km tvärs genom staden.

## Historik

### Dresdens grundande och tidiga historia
Under 1200-talet lät markgreven av Meissen bygga en borg vid fiskebyn Drezdzany (slaviska för "träskfolkets by") vid Elbe, och 1206 omnämns området som Dresdene. Byn och den skyddade marknadsplatsen nedanför borgen växte snabbt, Dresden ändrade karaktär från fiskeby till handelscentrum, och under 1200-talet byggdes en kyrka på platsen för dagens Frauenkirche och den första fasta bron över Elbe, som förenade andra sidan, Altdresden, med borgen. Dresden nämns som stad med privilegier första gången 1216.

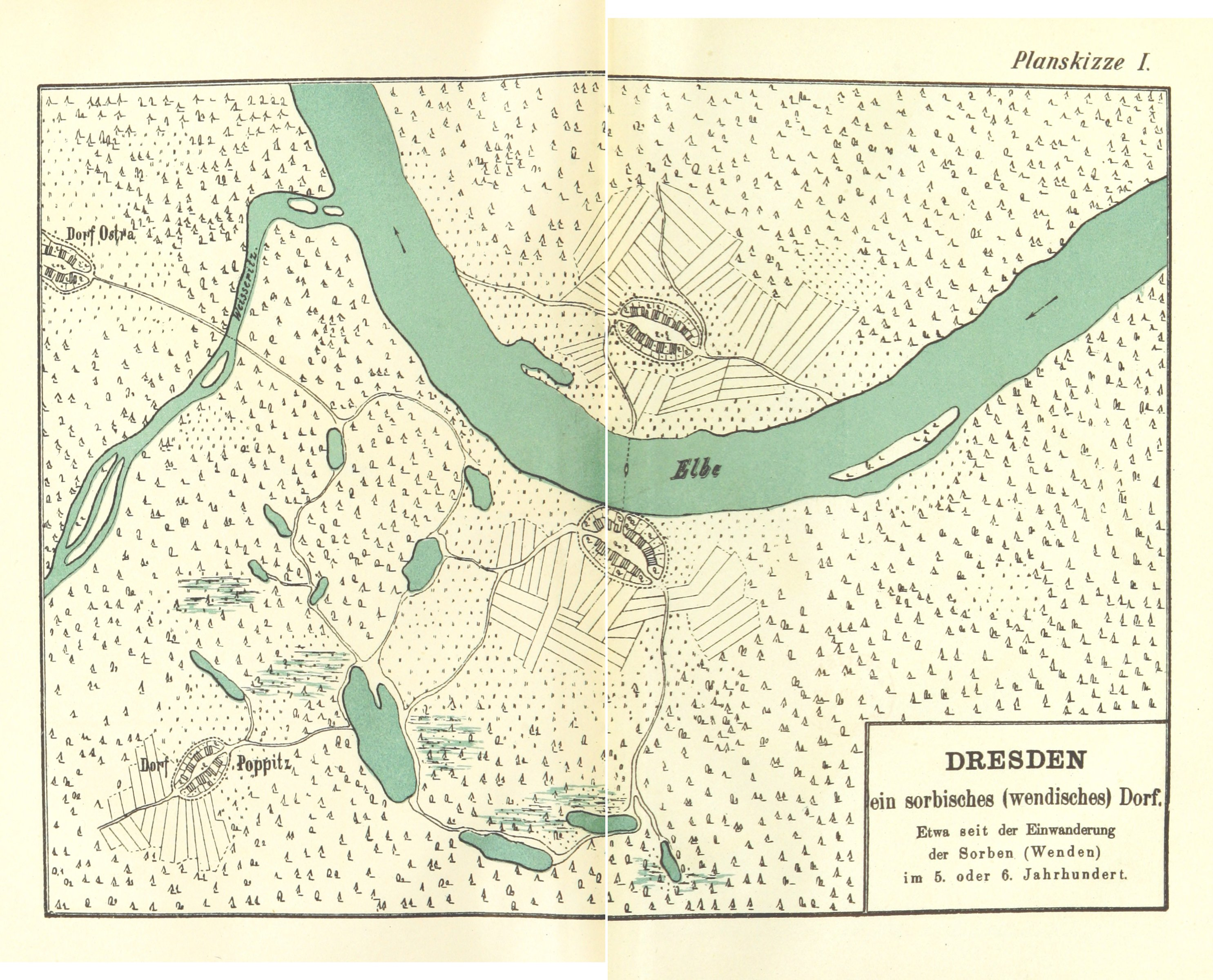
Dresden under 400- och 500-talen
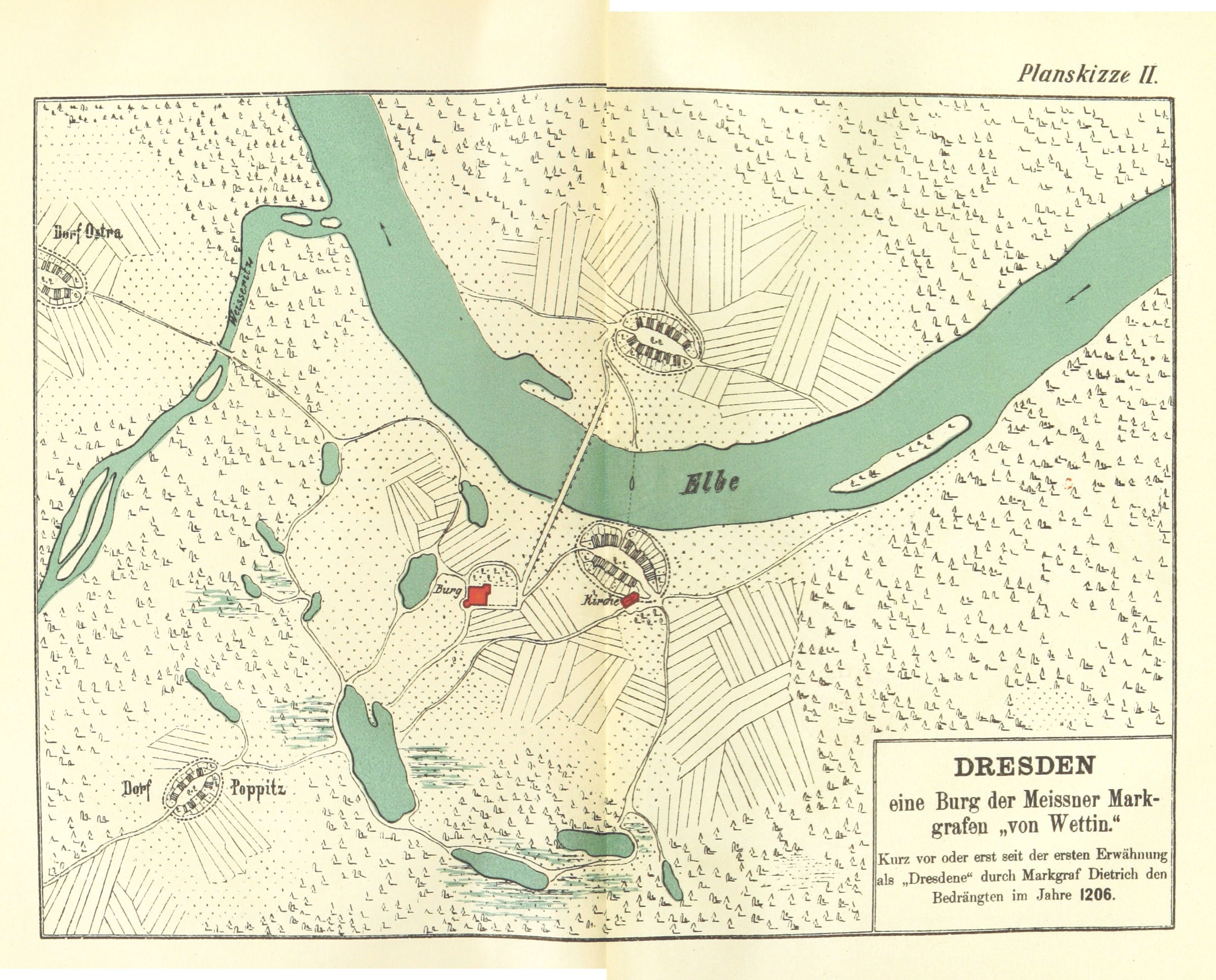
Dresden omkring 1206
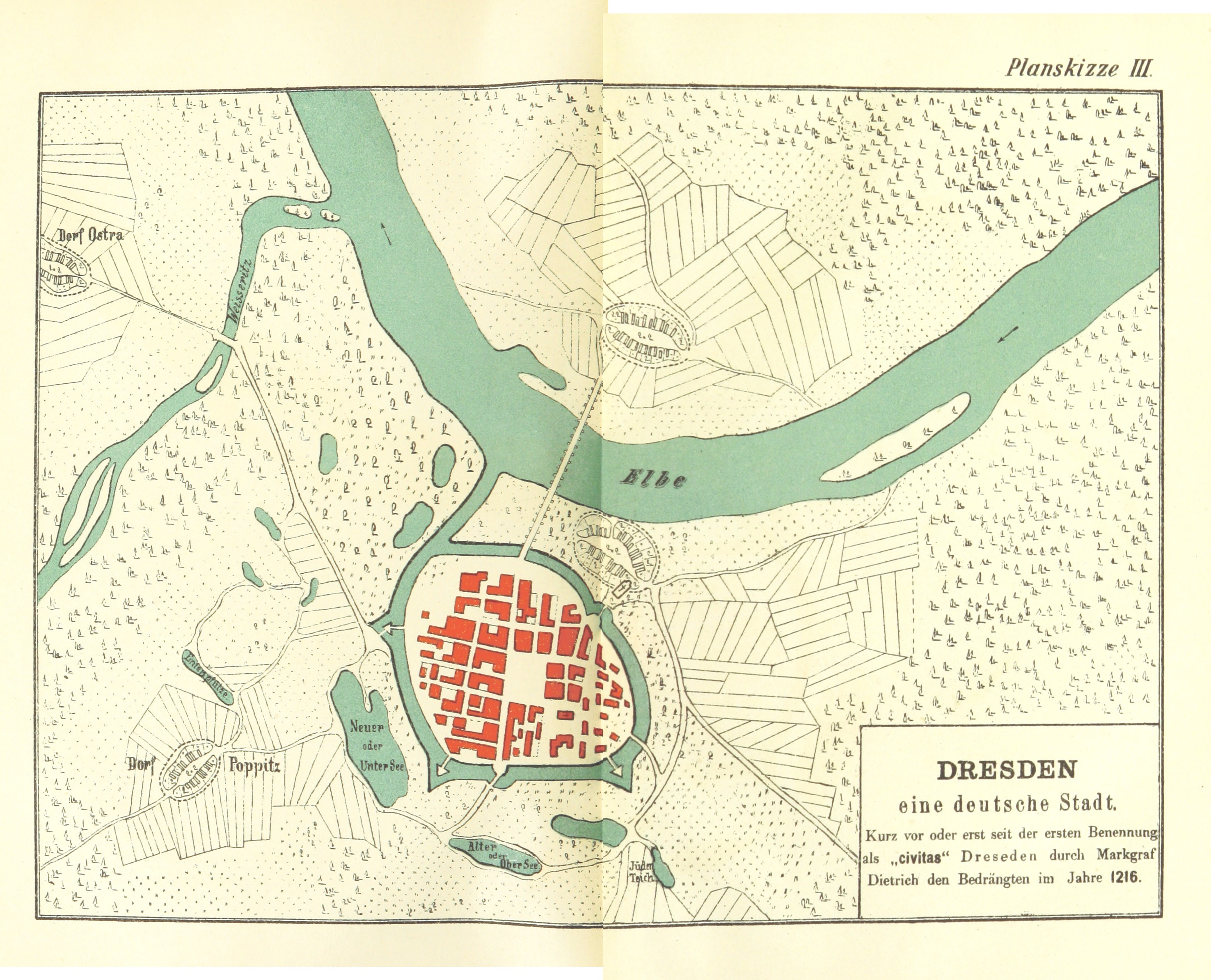
Dresden omkring 1216
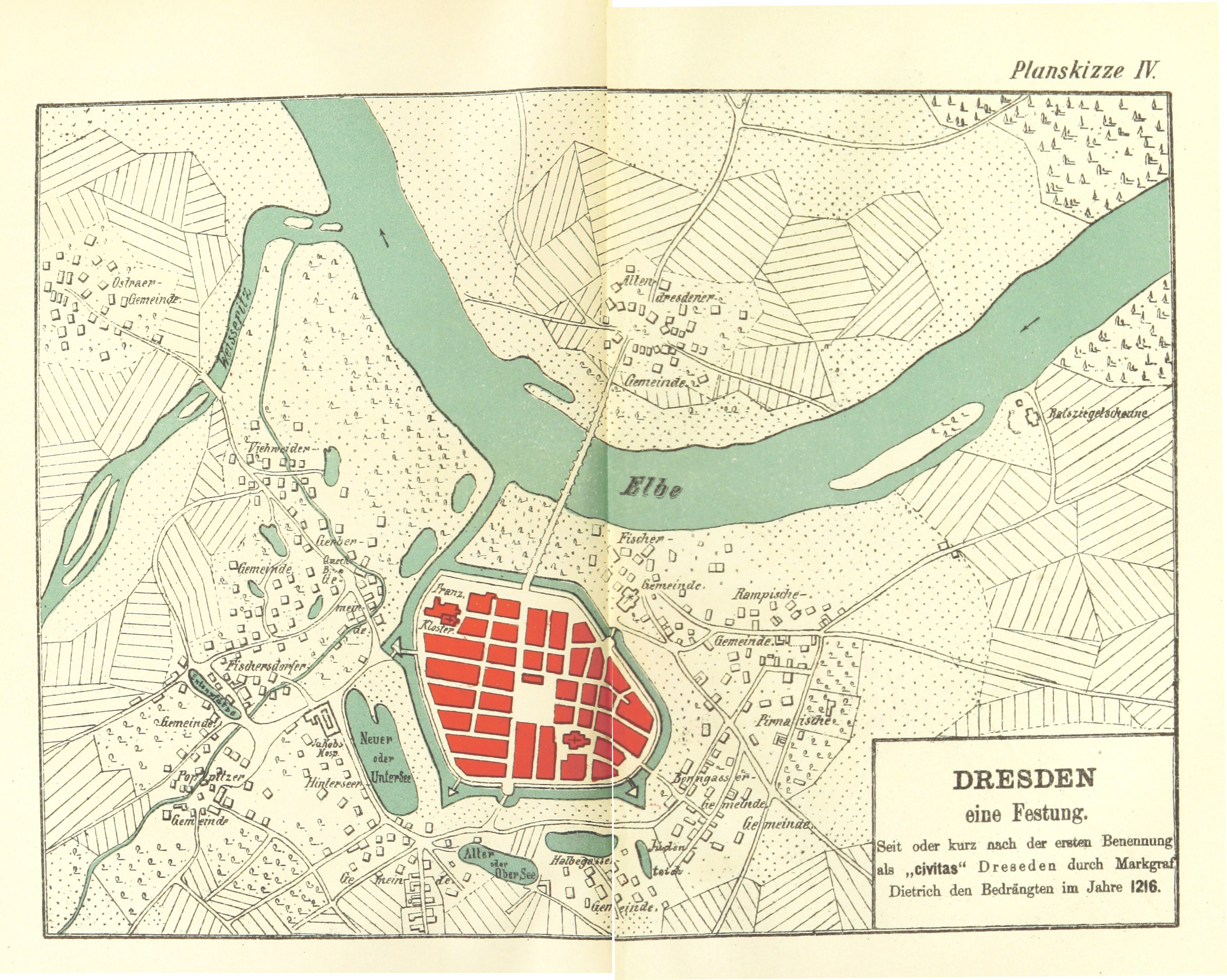
Dresden omkring 1216
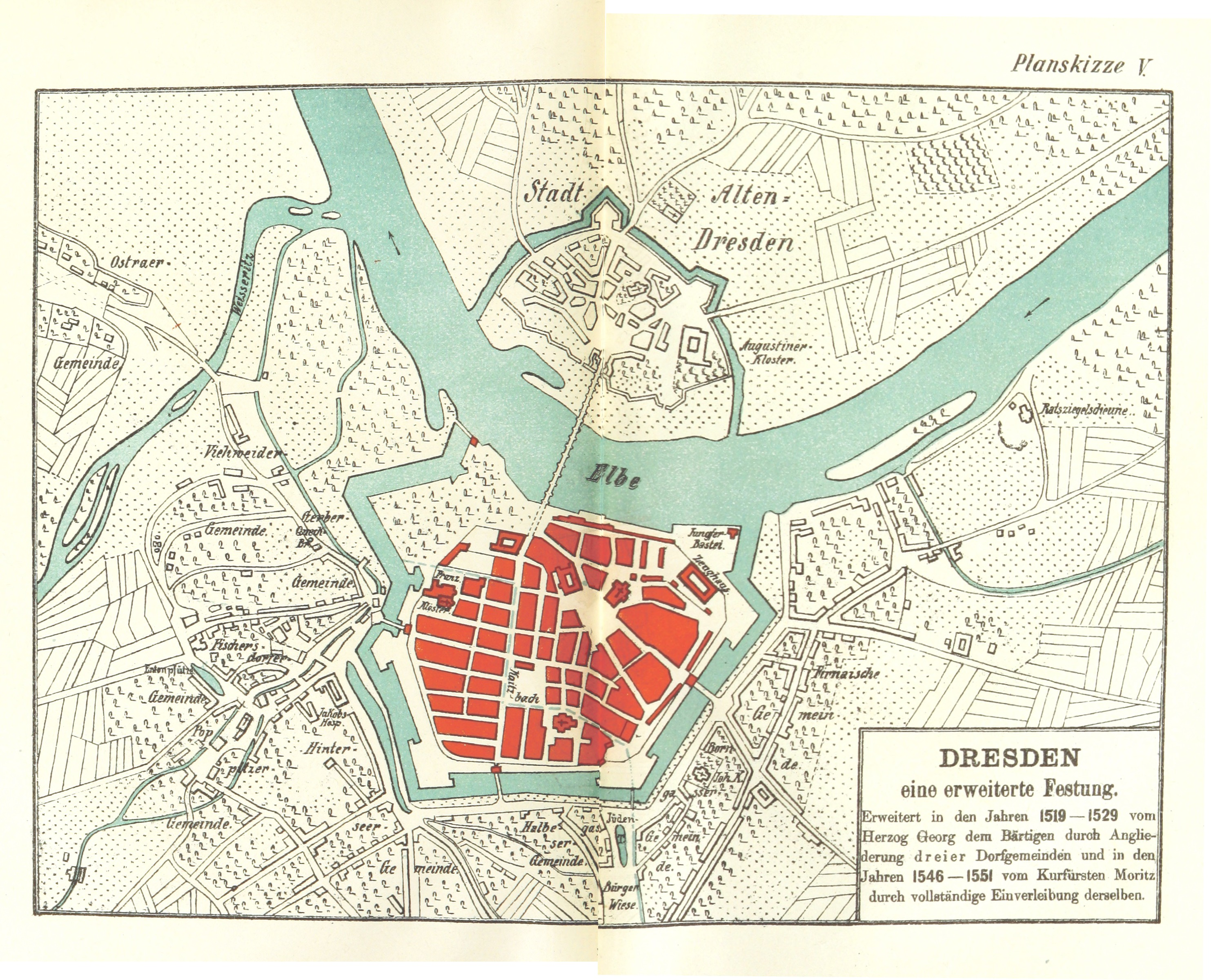
Dresden 1529

### Albert och Ernst

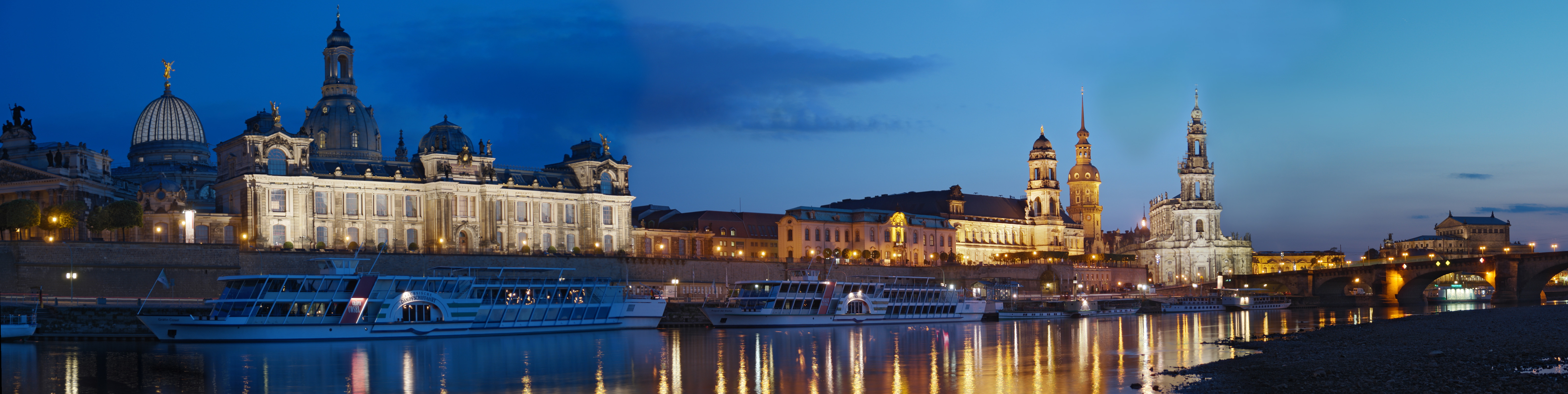
vy över Dresden

När kurfursten Fredrik den saktmodige dog 1464, och Sachsen 1485 delades mellan hans söner Albert och Ernst, valde den "Albertinska grenen" att flytta sitt residens till Dresden, som först då fick en politisk roll i historien. Ätten Wettin förlorade för några generationer kurfurstetiteln, och först med Moritz av Sachsen blev Dresden 1547 residensstad i kurfurstendömet Sachsen.
1632 dog halva befolkningen i pesten, och 1685 förstördes Altdresden av en eldsvåda, bara 23 av 357 hus klarade sig, och dessa nämns som Neustadt 1732. Trots detta ökade befolkningen från 3 745 år 1396 till 21 298 år 1699.

### August den starke
Med kurfursten av Sachsen och kungen av Polen, Fredrik August I den starke av Sachsen, upplevde Dresden sin storhetsperiod. Hans rike var vid denna tid det näst största i Europa och Dresden var huvudstad i denna polsk-sachsiska union. Bebyggelsen växte än mer och August den starke gjorde Dresden till ett glansfullt barockresidens med hjälp av Europas främsta arkitekter. Dresden började jämföras med Wien och kallas "Elbflorenz" (Florens vid Elbe). I skuggan av den politiska styrkan kom Dresden under denna tid att utvecklas till kulturstad, och berömda konstnärer som Canaletto (1720–1780) och Kuhl (1850–1915) har avbildat staden.
Under tiden kom Sachsens granne i norr Preussen att utvecklas som krigarstat, och 1745 besegrades Sachsen av preussarna i slaget vid Kesseldorf. Sachsen fick betala en miljon thaler i lösen, men angreps snart på nytt, och det sjuåriga kriget (1756–1763) fick katastrofala följder, staden förstördes av preussiska och österrikiska styrkor.

### Utveckling under 1800-talet
Från 1763 regerades Sachsen av kurfurst Fredrik August III av Sachsen, vilken 1806 kröntes till kung Fredrik August I av Sachsen, ett nytt kungarike med Dresden som huvudstad som kom att ingå i Rhenförbundet. Mellan 1809 och 1829 förstördes fortifikationerna på uppdrag och order av Napoleon, och Dresden blev en öppen stad. Efter Napoleons nederlag 1813 förlorade Sachsen sin bundsförvant, och på grund av troheten mot Napoleon fängslades Fredrik August I av Sachsen i Berlin. Han fick avträda tre femtedelar av sitt rike till Preussen under Wienkongressen 1815, och Sachsens politiska roll i Tyskland förlorade avsevärt i vikt.

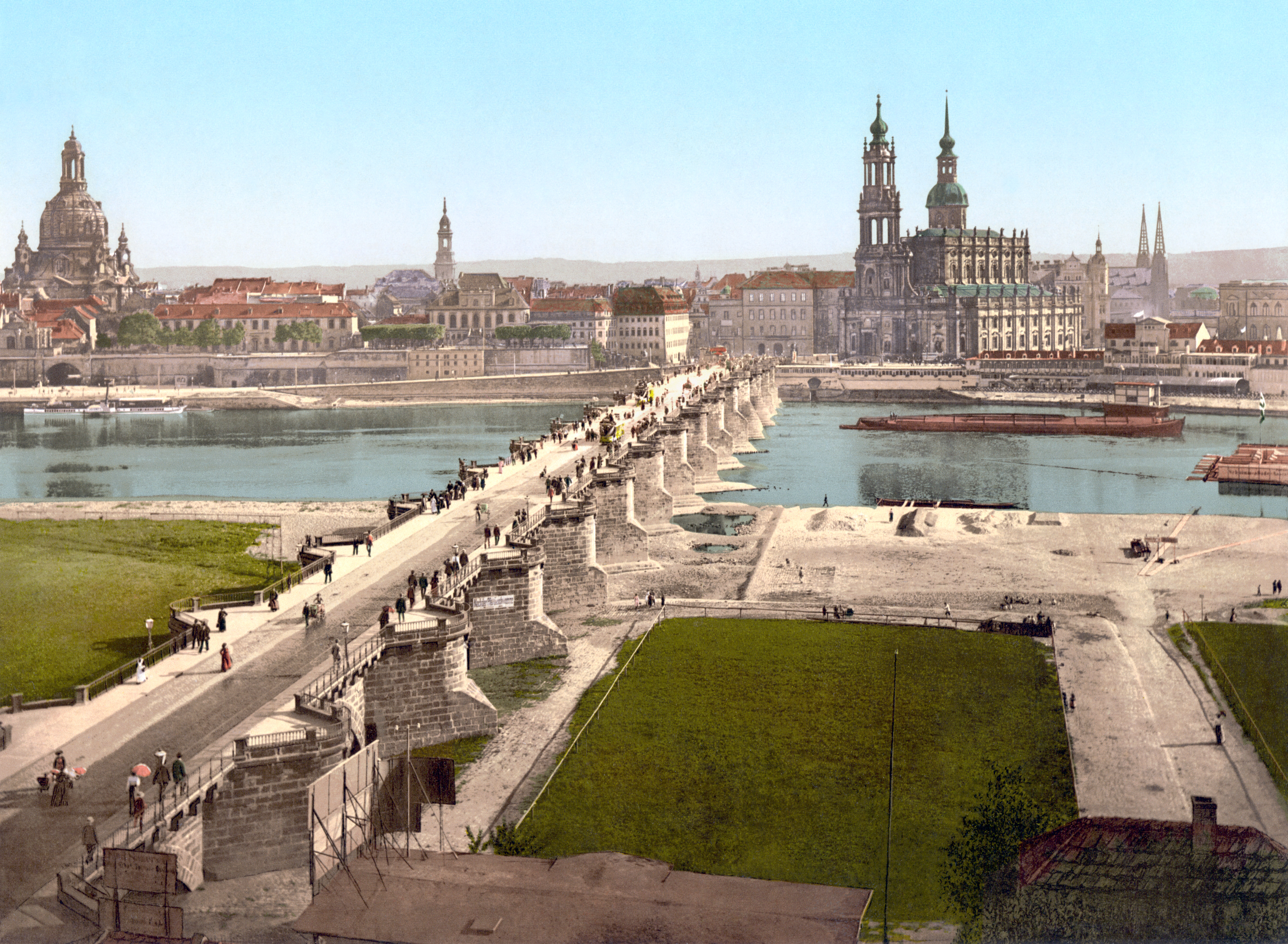
Altstadt (gamla stan) i slutet av 1800-talet.

Under 1800-talet blomstrade ändå kultur och industri, och 1839 öppnades den första tyska tåglinjen mellan Dresden och Leipzig. År 1850 beboddes Dresden av 100 000 människor, 1875 var folkmängden fördubblad, 1905 över en halv miljon. Efter grundandet av tyska kejsardömet 1871 genomgick Dresden en andra våg av byggande: Semperoper 1878, Albertinum 1887, Polishuset 1899, fackverksbron "Blaues Wunder" 1893, konstakademin 1895, centralstationen 1898, parlamentsbyggnaden 1906 och nya rådhuset 1910. Inom industri grundades bland annat Sachsenwerk. Norr om staden kom Albertstadt att utvecklas till en av de största tyska garnisonerna. I Hellerau skapades Tysklands första trädgårdsstad i början av 1900-talet.

### Huvudstad i fristaten Sachsen
13 november 1918 abdikerade den siste kungen av Sachsen, Fredrik August III av Sachsen, och Dresden blev huvudstad i fristaten Sachsen. Dresden blev ett kulturellt och ekonomiskt centrum i Weimarrepubliken som en av de tio största städerna. Här återfanns många firmor inom elektroindustri (t.ex. Nordmende), läkemedel, kosmetika, hygienprodukter (bland annat Lingner-Werkes Odol och Chlorodont) tobak (Yenidze) och livsmedel (bland annat Melitta). Dresden blev känt för sin finmekaniska industri med ledande tillverkare av kameror och filmprojektorer (bland andra Internationale Camera Actiengesellschaft, Ernemann och senare Zeiss Ikon) 
År 1933 tvingades borgmästaren Wilhelm Külz bort från sitt ämbete sedan han vägrat att hissa hakkorsflaggan på stadens rådhus och vägrat avskeda personal. Efter nazisternas maktövertagande 1933 chikanerades och fördrevs stadens judar och senare deporterade de till nazisternas läger. Stadens synagoga, Alte Synagoge, brändes ned under Kristallnatten 1938. Under nazitiden byggdes även den militära garnisonen Albertstadt ut. 1939–1945 arbetade koncentrationslägerfångar som tvångsarbetare i rustningsindustri i Dresden. De banker som ägdes av judar konfiskerades och överfördes i Dresdner Banks ägo.

### Dresdens förstörelse
Huvudartikel: Bombningen av Dresden

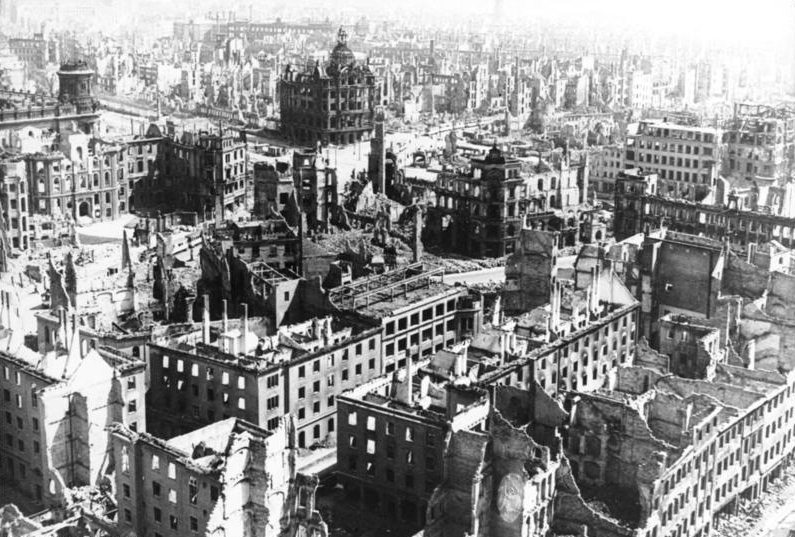
Det förstörda Dresden

Under slutet av andra världskriget genomgick Dresden den största katastrofen i sin historia. Mellan den 7 oktober 1943 och 17 april 1945 bombades Dresden under åtta räder av cirka 2 500 bombplan. Det beräknas att 25 000 människor omkom under bombanfallen. Dock var det endast under attacken mellan den 13 och 14 februari 1945, då staden bombades av 796 brittiska och 311 amerikanska bombplan med 4 500 ton i två räder, som staden fungerade som direkt mål. Alla tidigare bombattacker hade varit av flygplan vars mål varit dolt av moln, och därför inte av koncentrerad och riktad styrka. Man använde den första generationen brandbomber av petroleum samt magnesium ihop med sprängbomber i storlek från 250-3 600 kg för att spränga sönder huskropparna så att elden fick rejält fäste.
Kurt Vonneguts bok Slakthus 5 handlar om bombningen av Dresden. Han var själv krigsfånge i Dresden i februari 1945.

### Dresden under DDR-tiden

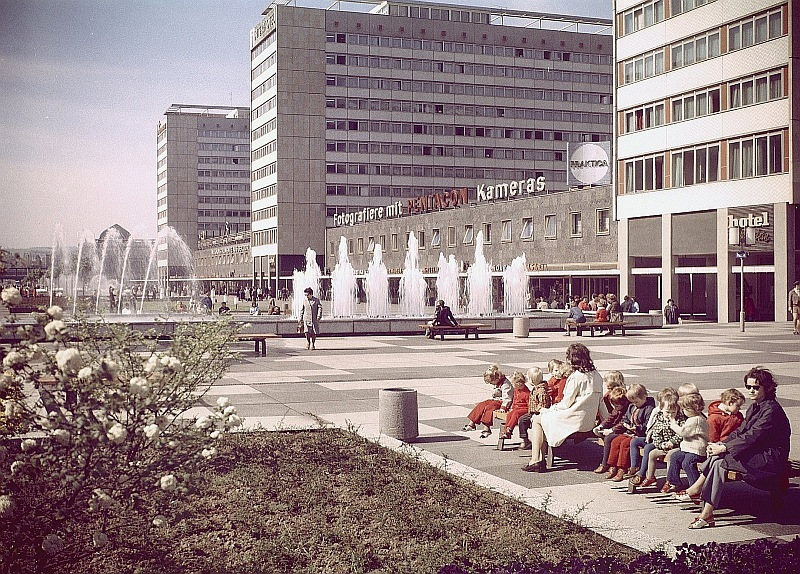
Prager Strasse i Dresden

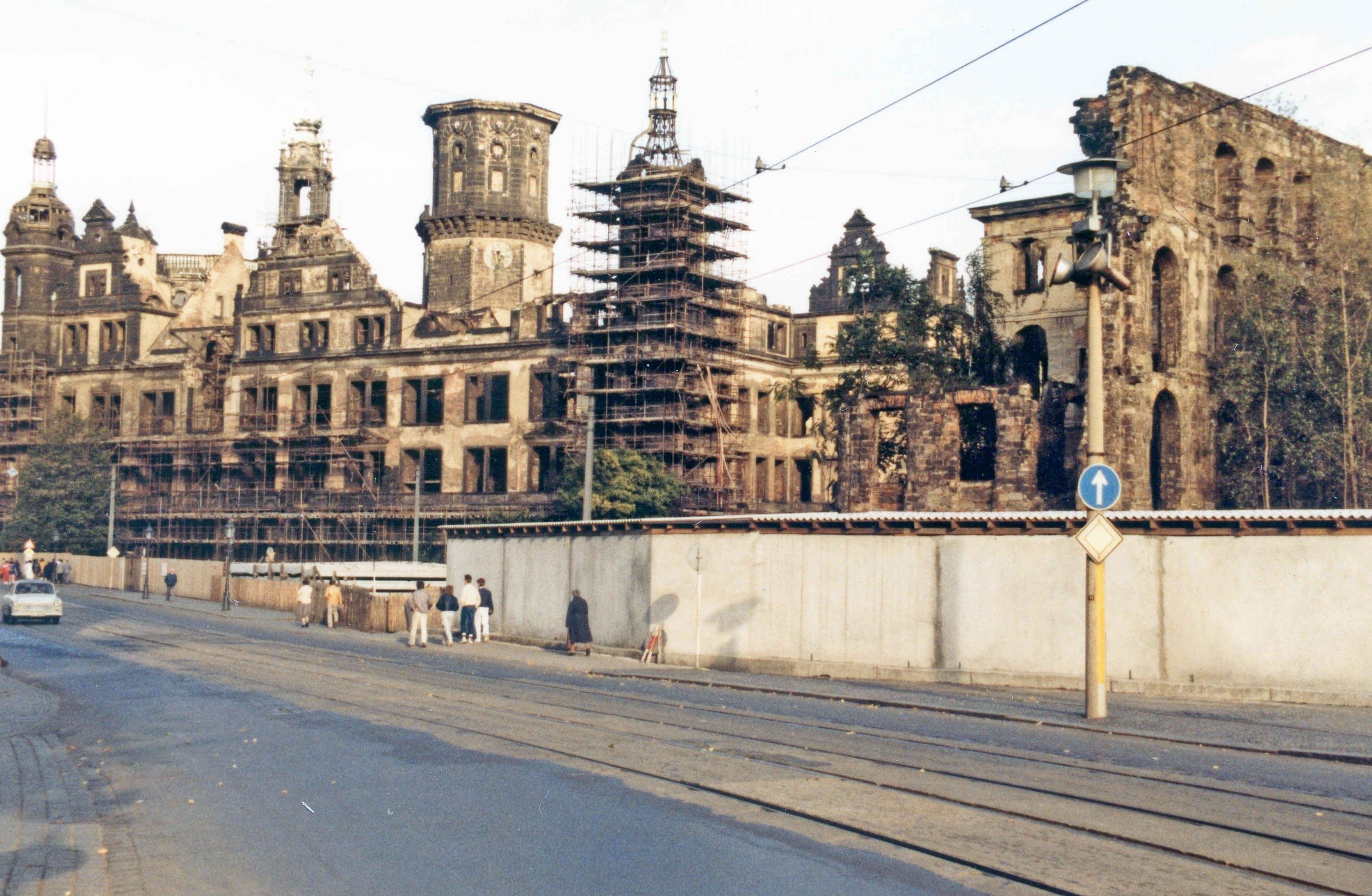
Slottet i Dresden 1985

Efter andra världskriget blev Dresden ett stort industricentrum i kommunistiska Östtyskland, med stark infrastruktur runt forskning.[källa behövs] 1945 påbörjades arbetet med att rensa ruinerna. Arbetet utfördes för hand där bland annat tegel återanvändes för nya byggnader. 1946 presenterades den första återuppbyggnadsplanen. En arkitekturtävling utlystes som mynnade ut i föreställningen Das neue Dresden – det nya Dresden – som visades 1946. Flera historiska byggnader har efter hand återuppförts, bland andra Zwinger och Residenzschloss Semperoper. Semperoper kunde återinvigas 1985. I andra fall byggdes nya hus med fasader som skulle passa in med de gamla byggnaderna, till exempel hotellet Dresdner Hof (1986–1990). Byggnaden, som ligger nära Neumarkt, hade 345 rum och lägenheter och hade ritats av Wolfgang Levin från Västberlin. Hotellet uppfördes av det svenska byggföretaget Armerad Betong Vägförbättringar (ABV) och var främst avsett att ta emot turister från väst. Samtidigt valde DDR-regeringen att riva och inte återuppföra flera byggnader, bland annat kyrkor och hus som byggts av stadens borgare (Bürgerhäuser). 
Ideologiska skäl med en vilja att forma Dresden som en socialistisk mönsterstad i modernistisk stil styrde utvecklingen. Istället kom byggnader i modernistisk stil att byggas, bland annat Kulturpalatset samt handelskvarteret utmed Prager Strasse mellan Altmarkt och Dresdens centralstation. Här byggdes stadens stora varuhus Centrum 1973–1978 med en originell aluminiumfasad (rivet 2007). Höghusförorter motsvarande det svenska miljonprogrammet byggdes i Prohlis  (1975–1977) och Gorbitz. Under DDR-tiden blev staden åter en garnisonsstad för den östtyska militären och stationerade sovjetiska trupper. Från 1985 till 1990 var Vladimir Putin, den kommande presidenten i Ryssland, stationerad i Dresden av KGB.
Stadens industri knöt an till traditionen med bland annat efterföljare till Zeiss Ikon i form av Pentacon. Dresden blev också huvudort för Östtysklands datorindustri. I början av 1970-talet blev Dresden plats för Robotrons huvudkontor samt forskning och utveckling.

### Delstatshuvudstad

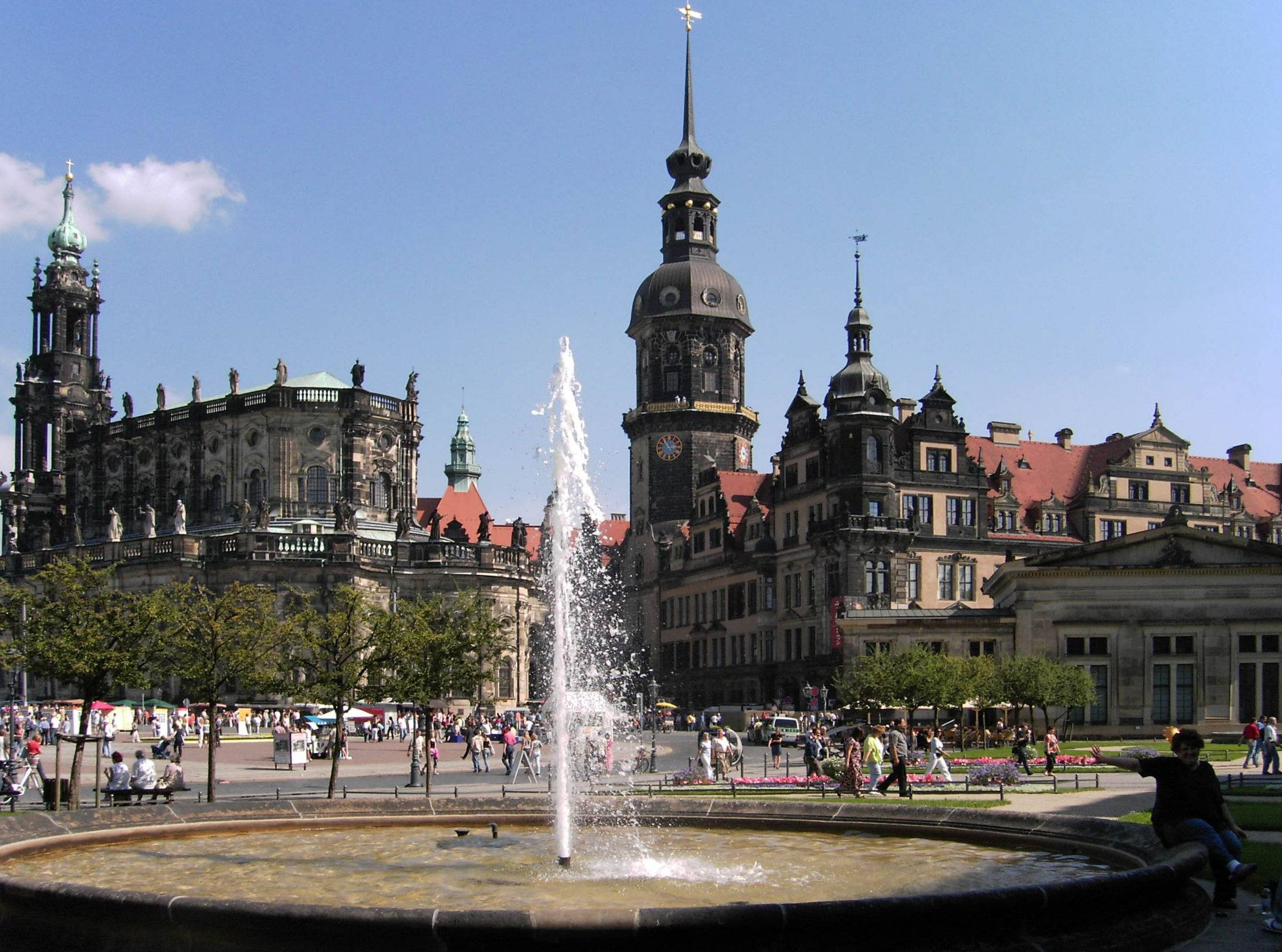
Dresdens slott och domkyrkan

Dresden blev den 3 oktober 1990 huvudstad i det återupprättade förbundslandet Sachsen. Efter 1990 har stadens återuppbyggnad fortsatt där flera nya byggnader anpassats till de gamla husen eller där gamla husfasader återskapats. Flera byggnader från DDR-tiden har rivits, bland annat det stora komplexet Folkpolisens hus (Volkspolizei-Kreisamt) i innerstaden och tiovåningshus i Prohlis. Under 1990- och 2000-talen har flera företag etablerat sig i staden, bland annat Volkswagen med dess Gläserne Manufaktur. Under 2000-talet har Dresden haft en stark befolkningstillväxt och invånarantalet översteg under en kort period Leipzigs, vilket gjorde Dresden till Sachsens största stad.  Efter omfattande arbeten sedan början av 1990-talet kunde Frauenkirche återinvigas den 30 oktober 2005. Staden håller på att åter bli en av Tysklands viktigaste turiststäder.
Översvämningarna i Europa 2002 var en serie översvämningar som i augusti 2002 följde ett över en vecka långt intensivt regnväder i Europa. Dresden blev genom Elbe en av de drabbade orterna.
Dresden har uppmärksammats som huvudort för Pegida. Den 12 januari 2015 samlades mer än 25 000 personer vid Pegidas demonstration i Dresden.

## Stadsutveckling

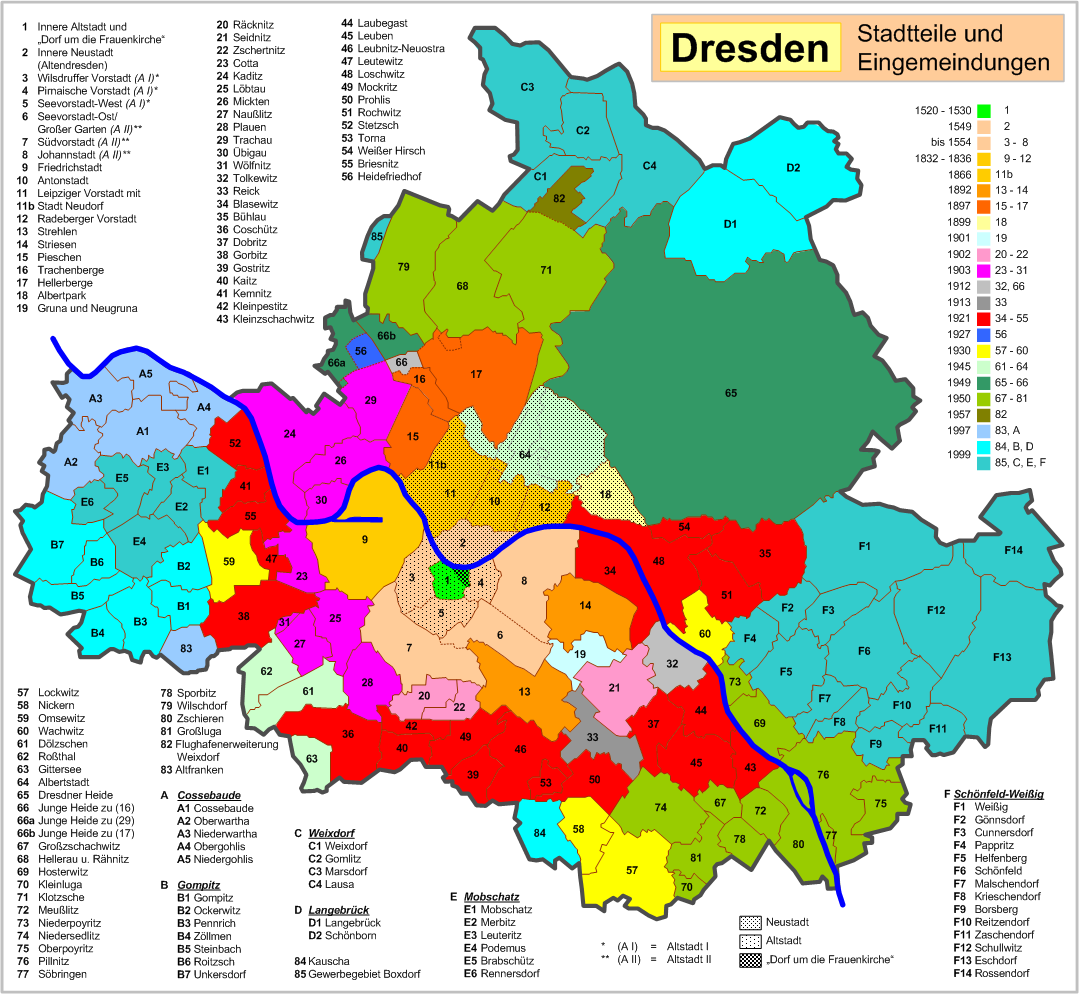
Dresdens administrativa indelning

Ursprungligen låg Dresdens äldsta delar höger om Elbe. Stadsdelen Altendresden finns inte längre utan kom efter en brand att byggas upp 1732 som Neue Königliche Stadt som senare förenklats till Neustadt. Stadsdelen söder om Elbe har blivit Dresdens Innere Altstadt. Stadens utveckling har kommit att koncentreras till dess södra del genom det geografiska läget i dalen. När Dresden expanderade skapades förstäder (Vorstädte). 
1835 skedde den första inkorporeringen då Dresden växte norrut och västerut. Sedan dessa har 65 omkringliggande församlingar samt fyra tidigare gods och staden Klotzsche blivit delar av Dresden. Dresden utmärks av olika strukturer i staden där till exempel gamla bykärnor finns kvar i ytterområden som inkorporerats. Andra exempel är områden med villor och förstädernas hyreskaserner samt efterkrigstidens höghusområden. Områden anlades av sachsiska härskare och har fått sitt namn efter dem: Friedrichstadt, Albertstadt och Johannstadt. Förstäderna fick ofta namn efter de stadsportar som tidigare fanns: Wilsdruffer Vorstadt och Pirnaische Vorstadt. 1957–1991 delades staden in i fem stadsdelsområden: Dresden-Mitte, -Ost, -West, -Süd och -Nord.
Många av stadsdelarnas namn påvisar ett sorbiskt (slaviskt) ursprung. Typiska ändelser är -witz och -nitz. Ändelsen -witz kommer från "wicz" vilket betyder by alternativt "icz" för folk. Nyare ortnamn som Weisser Hirsch och Wilder Mann kommer från värdshus i respektive område. 

### Storstadsområde
Många invånare runt Dresden pendlar in till arbetsplatser och utbildningar i staden och dess närmaste omgivningar. Stadens huvudsakliga pendlingsområde omfattar 47 städer och kommuner, med nästan 900 000 invånare. 
| Områdestyp                  | Areal (km²) | Invånarantal 31 december 2006 | Densitet (inv/km²) |
| --------------------------- | ----------- | ----------------------------- | ------------------ |
| Dresden                     | 328,30      | 504 795                       | 1 537,60           |
| Dresdens närområde          | 291,57      | 214 245                       | 734,80             |
| Närliggande pendlingsområde | 1 401,45    | 156 770                       | 111,86             |
| Totalt                      | 2 021,32    | 875 810                       | 433,29             |

Dresdenregionen, Regionale Entwicklungskonzepte Region Dresden (REK Region Dresden), är ett samarbetsområde runt staden, och består av staden Dresden samt distrikten Kamenz, Meissen, Riesa-Großenhain, Sächsische Schweiz, Weißeritzkreis och delar av distriktet Bautzen. Invånarantalet för regionen är ungefär 1,25 miljoner.

## Utbildning
Dresdens tekniska universitet är med sina 35 000 studenter och 4 000 medarbetare den största högskolan i Dresden och Sachsens största universitet.

## Sport i Dresden

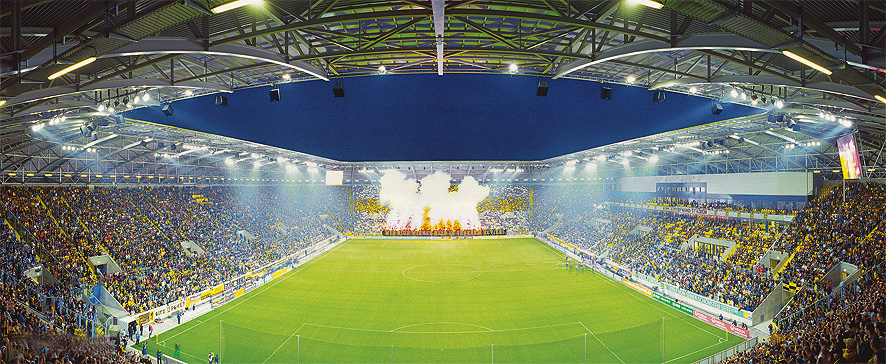
DDV-Stadion, hemmaarena för Dynamo Dresden

Fotbollsklubben Dynamo Dresden tillhörde de bästa i det dåvarande Östtyskland och spelade i Bundesliga 1991-1995. Laget spelar idag i 2:a bundesliga och har en stor supporterskara i hemstaden. Dresdner SC blev tyska mästare i fotboll två gånger. Föreningens damlag i volleyboll spelar i den högsta tyska volleybollserien och har blivit tyska mästare i volleyboll tre gånger.
Brottaren Alexander Wolfe (Axel Tischer) från Dresden har bland annat brottats i WWE (fribrottning), där han har varit en del av teamen Sanity och Imperium.

## Personligheter
- Matthias Sammer (1967), fotbollsspelare.
- Helmut Schön (1915–1996), fotbollsspelare.
- Erich Kästner (1899–1974), författare (känd för ungdomsboken Emil och detektiverna).
- Adolf Merckle (1934–2009), industrimagnat.
- Max Immelmann (1890–1914), flygaräss.
- Victor Klemperer (1881-1960), författare, litteratur professor

## Sevärdheter

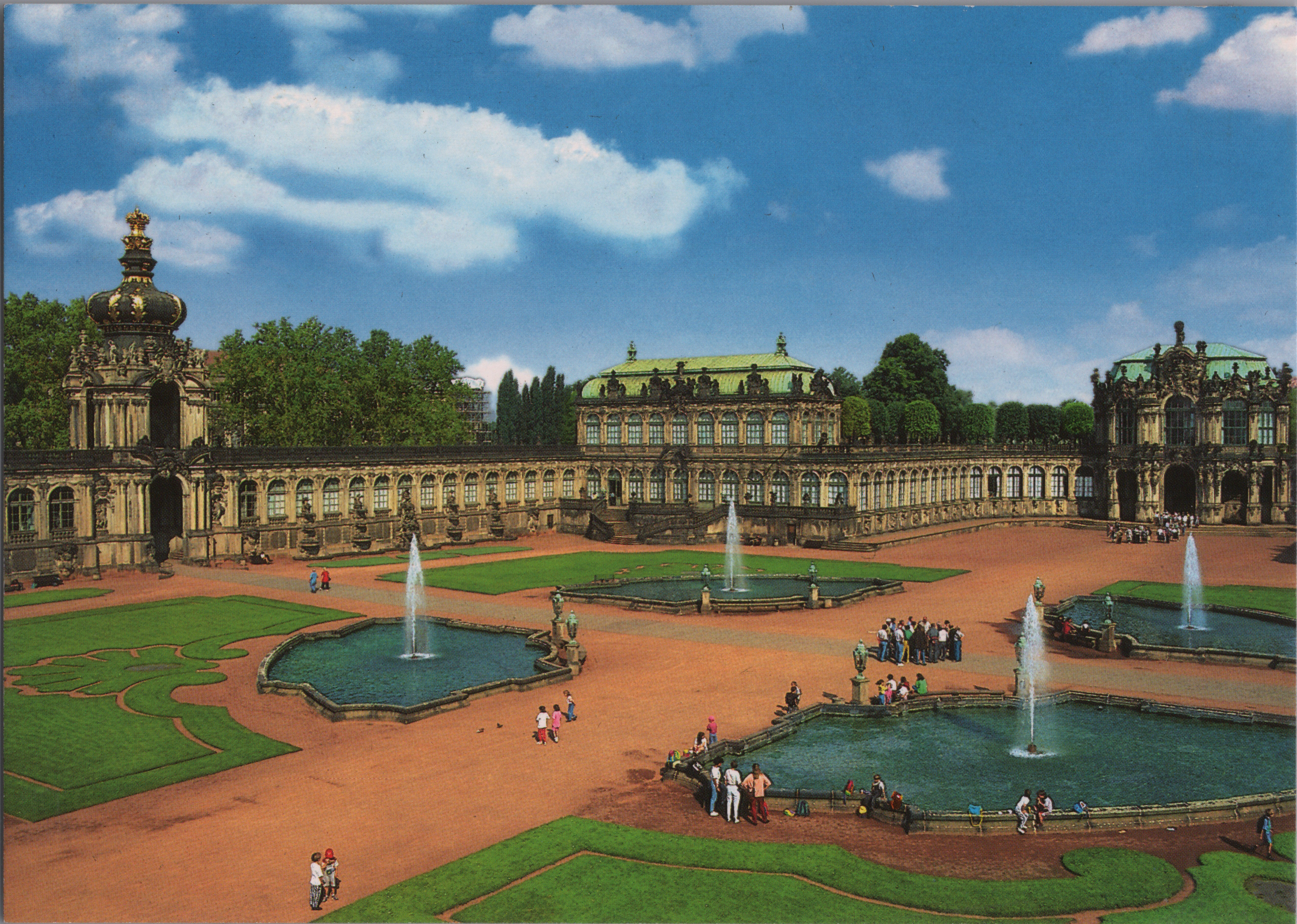
Zwinger slott
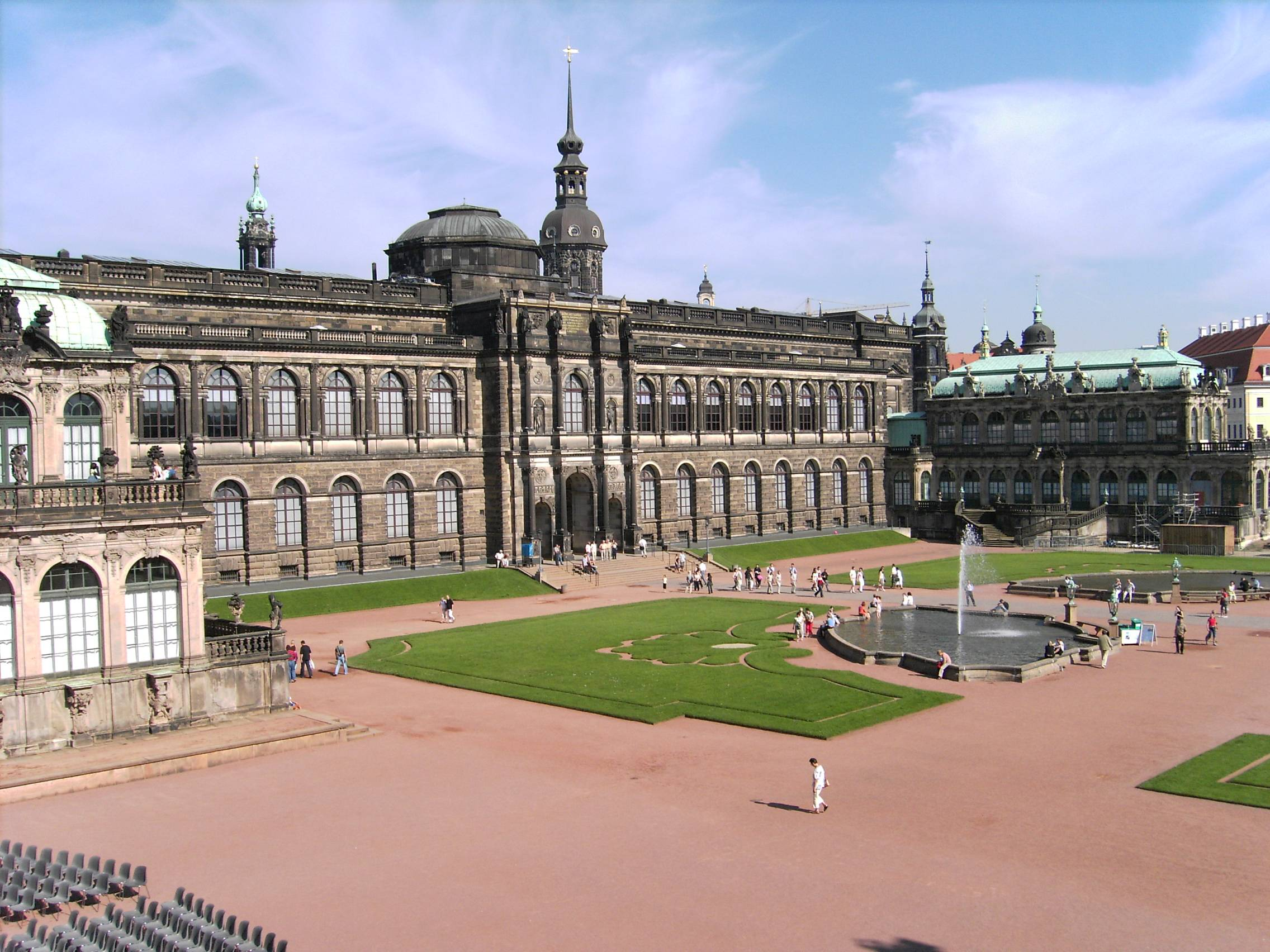
Gemäldegalerie Alte Meister
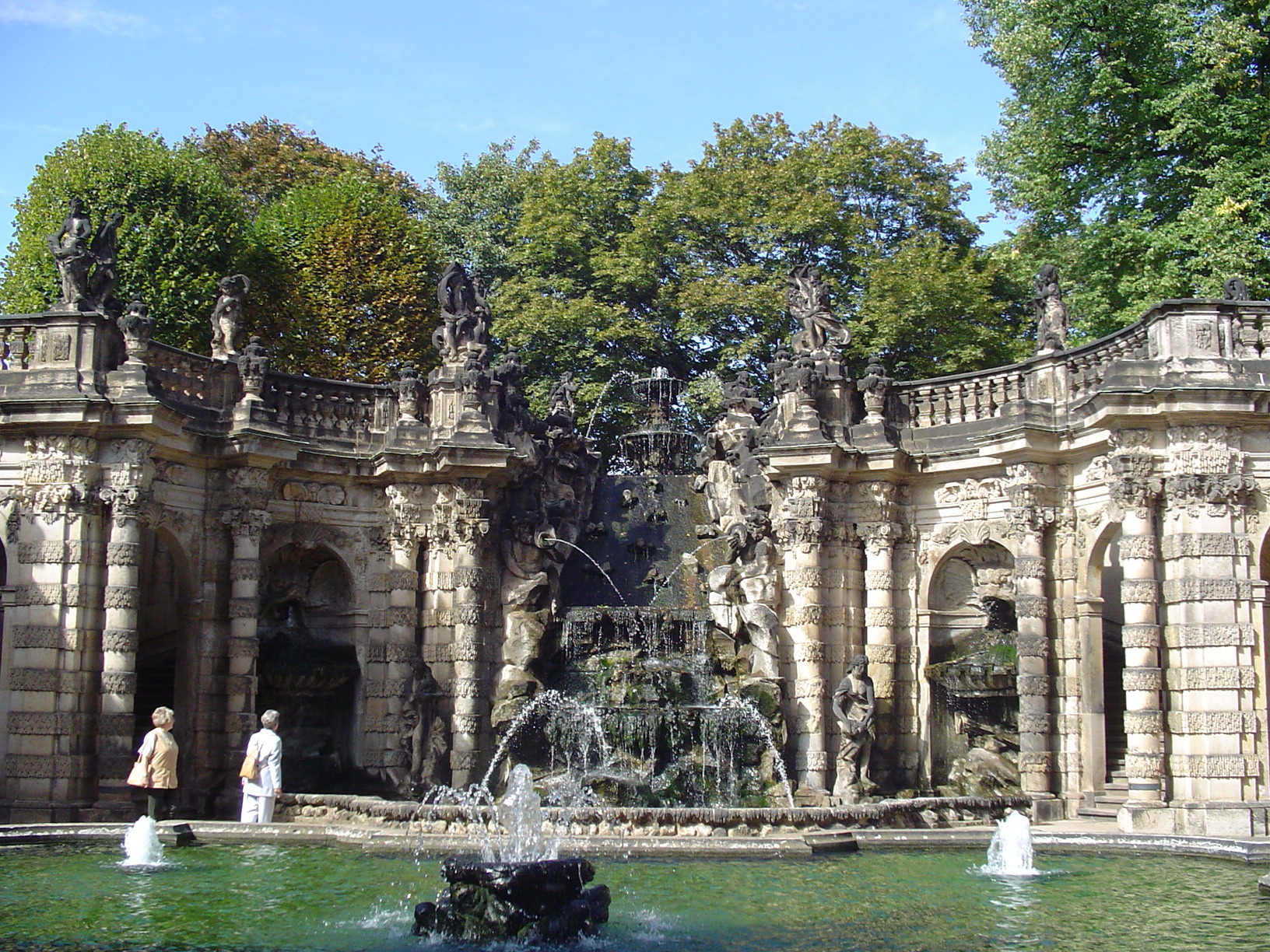
Nymphenbad
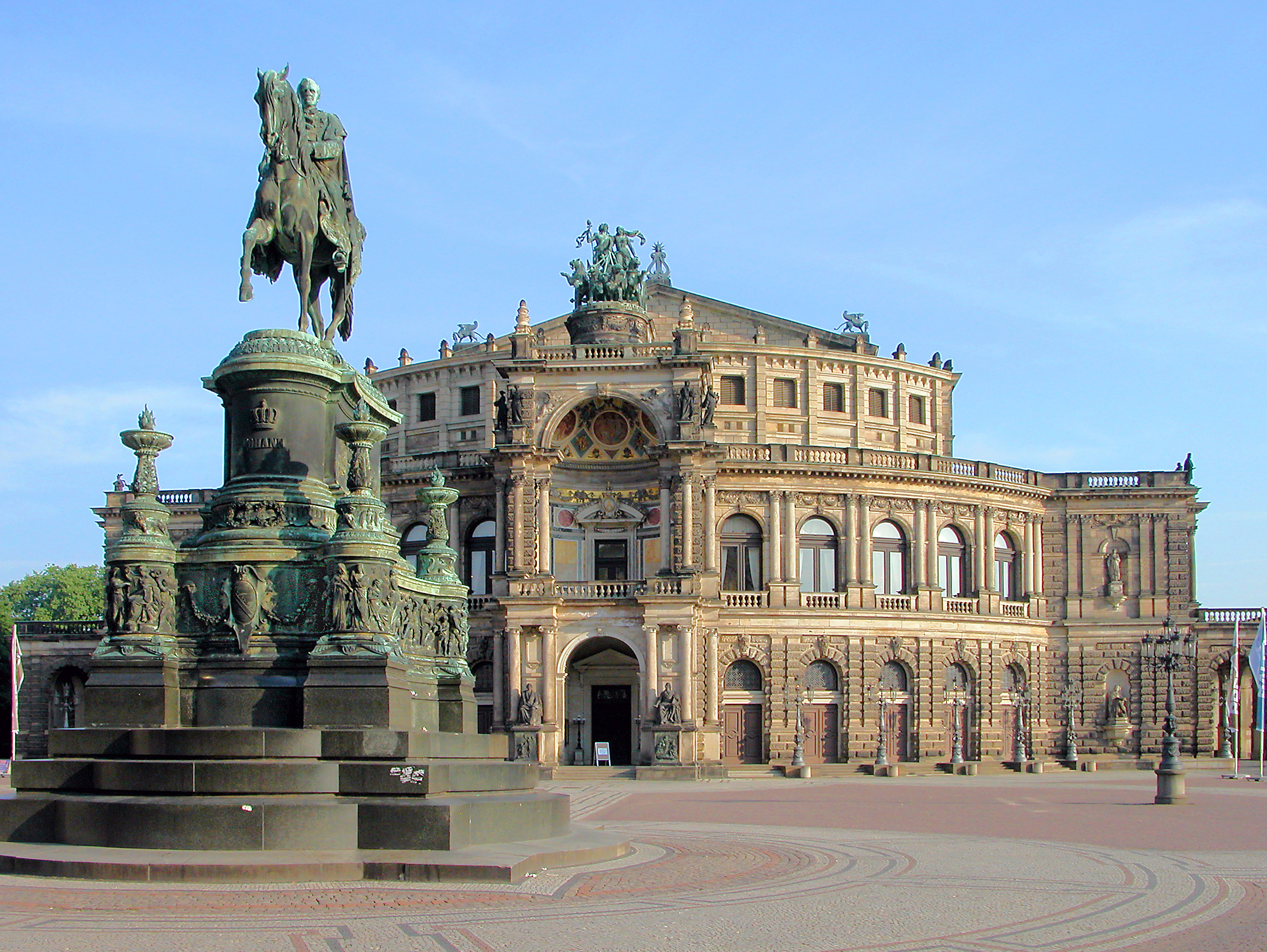
Semperoper
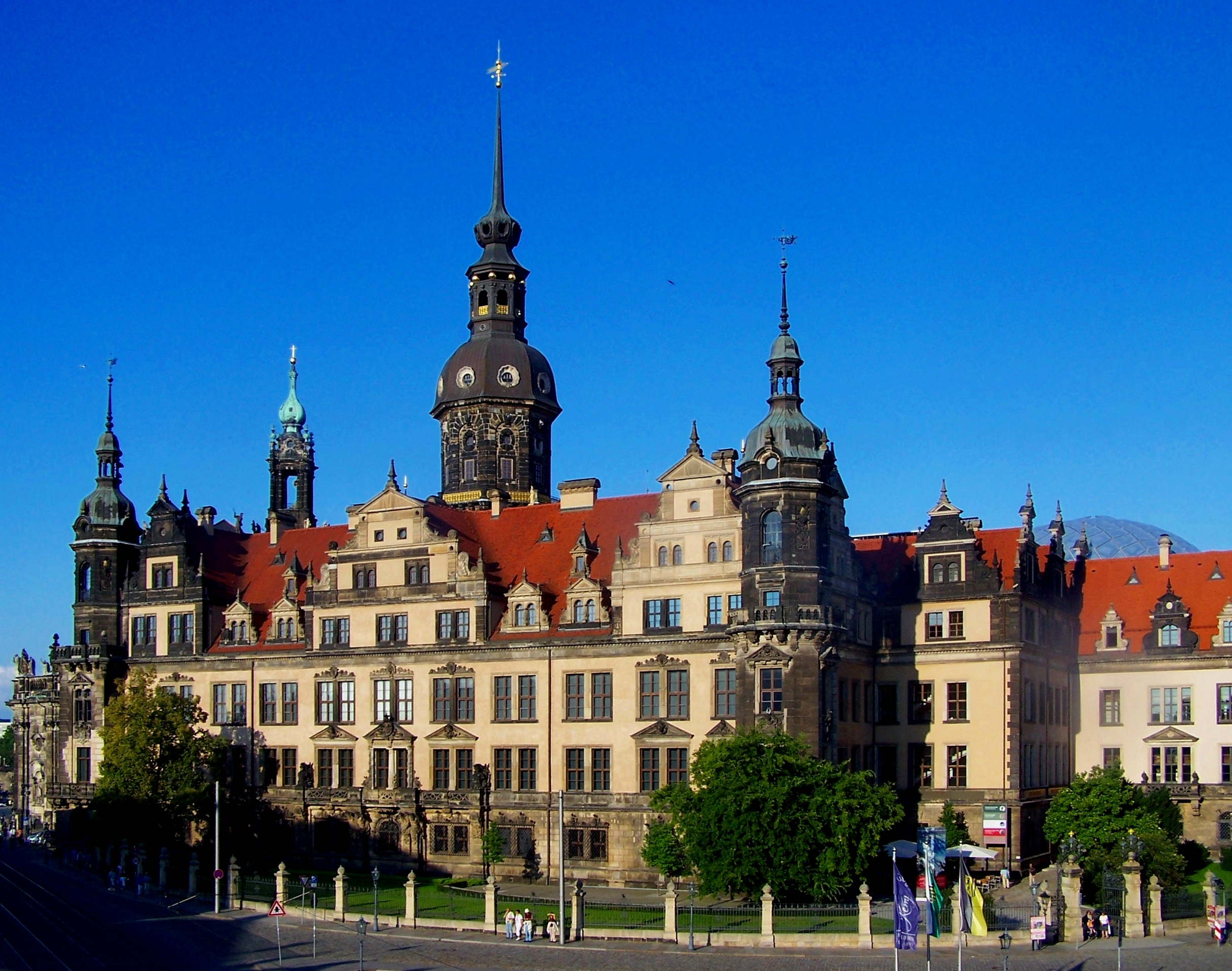
Dresdens residensslott
Frauenkirche och Neumarkt
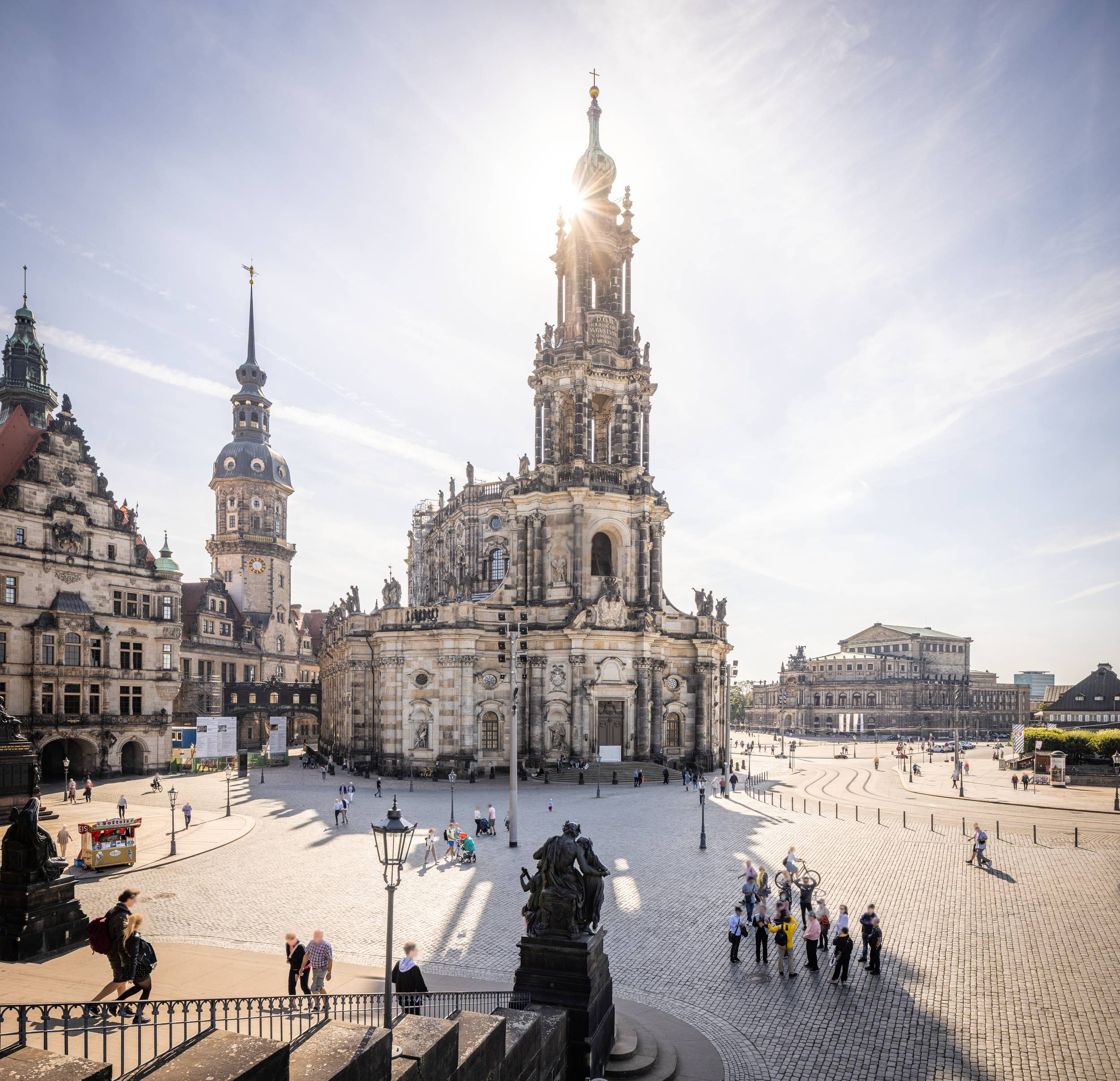
Katholische Hofkirche

- Dresdens residensslott med Grünes Gewölbe
- Slottet Zwinger med Gemäldegalerie Alte Meister
- Frauenkirche
- Katholische Hofkirche
- Semperoper
- Pillnitz slott
- Yenidze

## Besöksmål
- Dresden Zoo

## Museer
- Militärhistorisches Museum der Bundeswehr
- Dresdens stadsmuseum
- Deutsches Hygiene-Museum
- Dresden Eisenbahnmuseum (järnvägsmuseum)
- Erich Kästner Museum
- Panometer Dresden
- Schlossmuseum Pillnitz
- Stasi-Gedenkstätte Bautzner Straße
- Mathematisch-Physikalischer Salon

## Kommunikationer

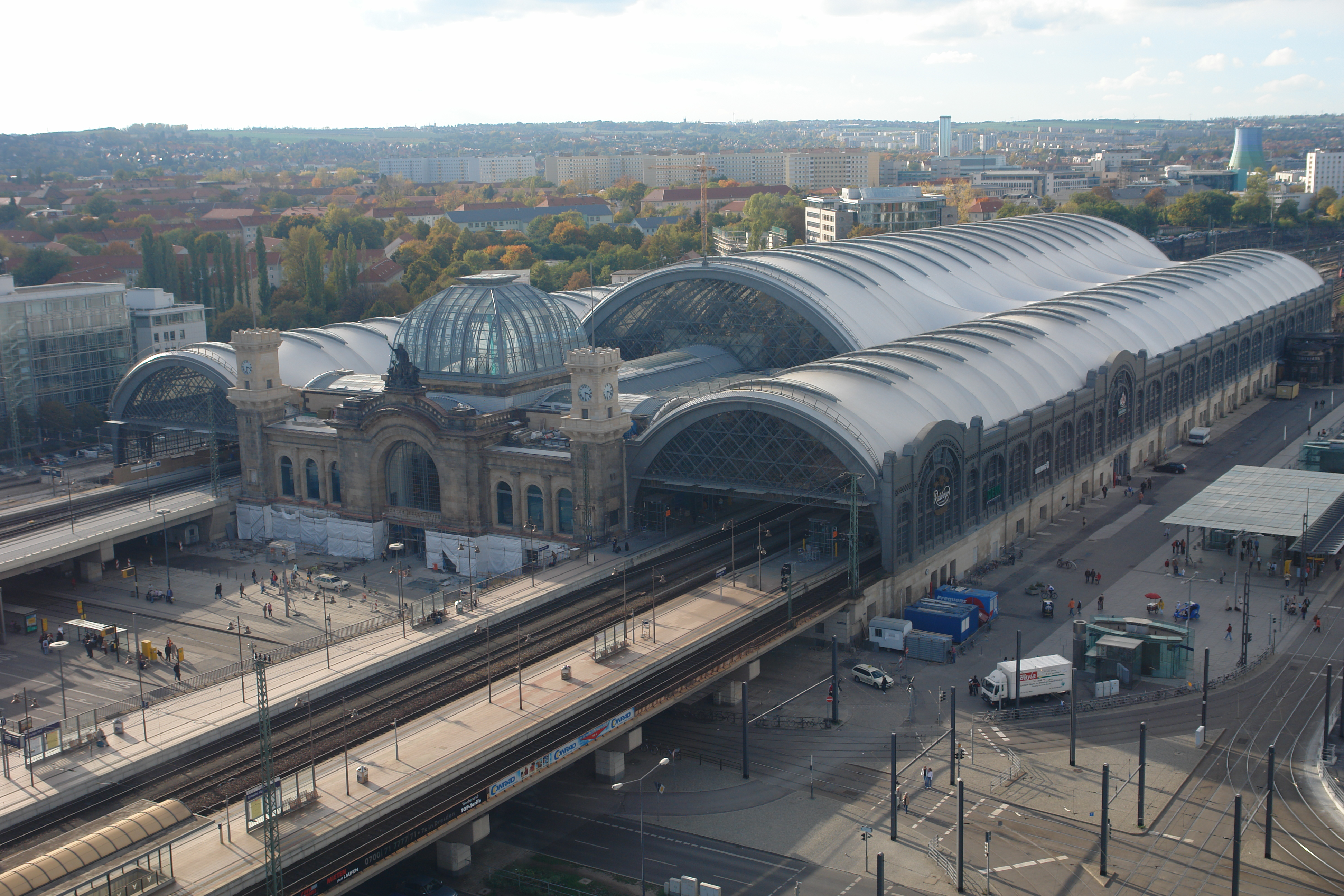
Dresden Hauptbahnhof

Staden har ett väl utbyggt och modernt spårvagnsnät och trafiken drivs av kollektivtrafikbolaget DVB. Staden har även S-Bahn. Dresden Hauptbahnhof är en av två stationer för fjärrtrafik i staden. Den andra är Dresden-Neustadt. I Dresden finns även två bergbanor, den ena är Schwebebahn Dresden.
- Dresdens flygplats
- Dresden Hauptbahnhof
- Sächsische Dampfschiffahrt

Motorvägen A13 går mellan Berlin och Dresden.
Floden Elbe har trafikerats av kommersiella fartyg sedan 1842 och är en viktig handelslänk så långt som till Prag (vid bifloden Vltava). Kanaler länkar Elbe till industriområden i Tyskland och till Berlin.